# 1892 en chimie
Cet article présente les faits marquants de l'année 1892 en chimie.

## Évènements
- 7 mai : Charles Frederick Cross (en), Edward John Bevan et Clayton Beadle déposent à Londres leur premier brevet sur une nouvelle substance issue de la cellulose, la viscose[1].
- 12 décembre : le chimiste français Henri Moissan présente à l'Académie des sciences son four électrique, permettant de réaliser la fusion d'éléments à plus de 2 000 °C[2].
- Procédé chlore alcali permettant la synthèse de dichlore, base des composés chlorés, à partir de chlorure de sodium[3],[4].
- La synthèse de triazine de Bamberger en chimie organique est décrite pour la première fois par Eugen Bamberger[5]. C'est une méthode de synthèses classique des triazines.

## Publications
- Jacobus Henricus van't Hoff : Stéréochimie, nouvelle édition de Dix années dans l'histoire d'une théorie, 1892 (rédigée par W. Meyerhoffer)[6].

## Prix
- Médaille Davy : François-Marie Raoult pour ses recherches sur les point des solidification de solutions, et de pression de vapeur de solutions[7],[8].

## Naissances
- 16 janvier : Homer Burton Adkins (mort en 1949), chimiste américain.
- 24 juillet : Alice Ball (morte en 1916), chimiste afro-américaine connue pour avoir développé l'un des traitements les plus efficaces contre la lèpre avant les années 1940, première femme ainsi que première personne afro-américaine à être diplômée de l'université d'Hawaï..
- 29 juillet : Walter Reppe (mort en 1969), chimiste allemand.
- 2 septembre : Frank Wilcoxon (mort en 1965), statisticien et chimiste américain.
- 1er novembre : Giacomo Fauser (mort en 1971), ingénieur et chimiste italien.
- 17 décembre : Edwin Cohn (mort en 1953), biochimiste américain, qui a mis au point la première méthode de fractionnement du plasma sanguin en divers constituants.

## Décès
- 20 février : Hermann Franz Moritz Kopp (né en 1817), chimiste et historien allemand.
- 11 mars : Archibald Scott Couper (né en 1831), chimiste écossais.
- 5 mai : August Wilhelm von Hofmann (né en 1818), chimiste allemand.